# Pieve di Cagna
Pieve di Cagna o Pieve di Canne (Piccagna in dialetto gallo-piceno) è una frazione del comune di Urbino, nella provincia di Pesaro e Urbino, nelle Marche.

## Geografia fisica
Si trova su una collina a nord ovest di Urbino. Il nucleo centrale della frazione è costituito da un antico borgo fortificato (castello).

## Toponimo
Il nome della frazione deriva dall'antica Pieve di Santa Maria di Canne o Cagne, derivante, probabilmente, dall'antroponimo Canius.

## Monumenti
Chiesa parrocchiale di San Giovanni Battista
In origine era un'antica pieve, fuori del castello, le cui prime testimonianze risalgono al secolo XI. Si componeva di un'ampia navata con due altari. Fu progressivamente abbandonata, fino al decadimento definitivo nella prima metà del XIX secolo.

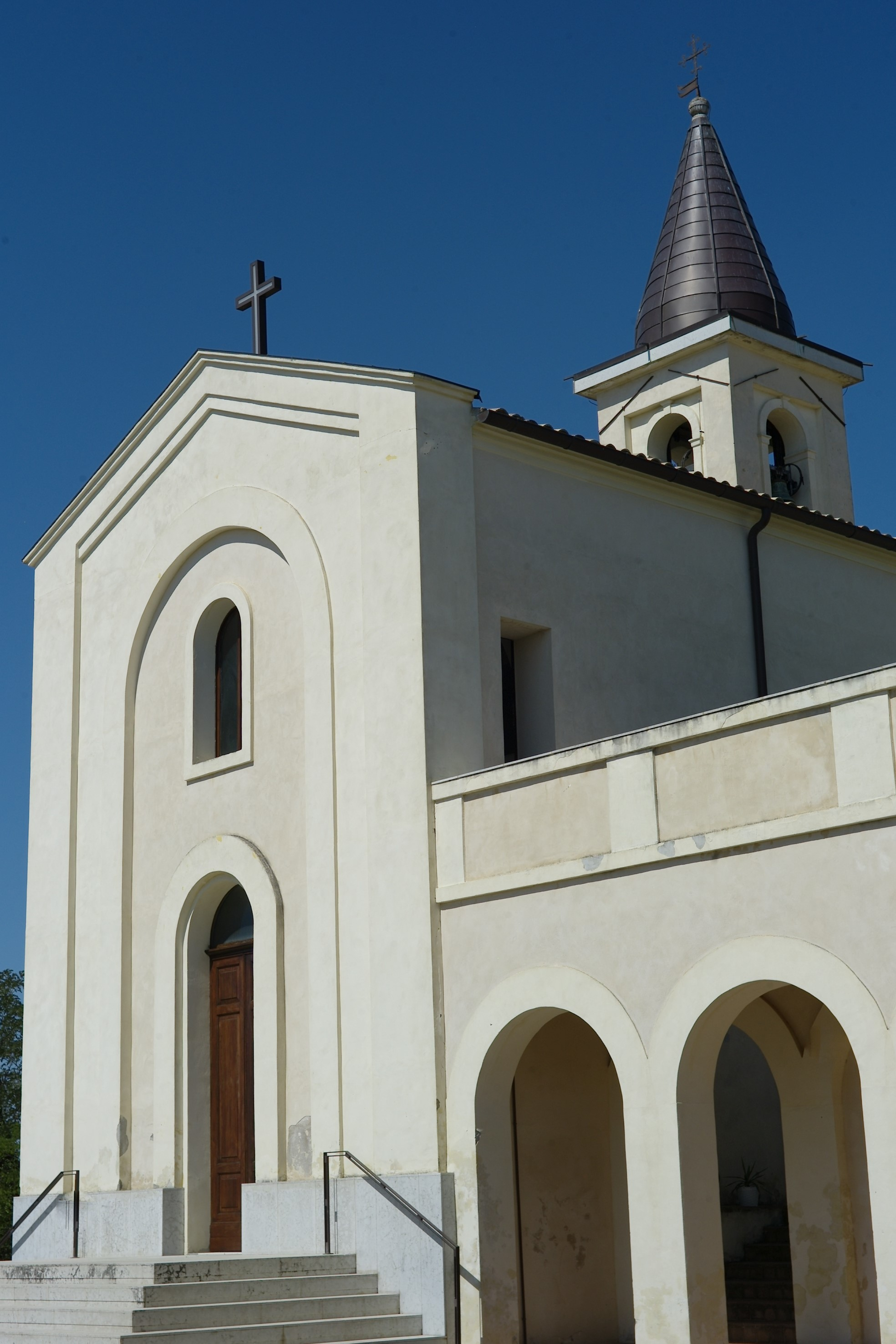
La chiesa parrocchiale di San Giovanni Battista

Nel frattempo all'interno del castello era sorta la chiesa di Santa Maria, laddove esistevano degli affreschi di immagini sacre. Già sul finire del XVI secolo questa fungeva da parrocchia, ma col passare degli anni le sue dimensioni divennero insufficienti a contenere tutta la massa dei fedeli; per cui si rese necessario erigere una nuova chiesa (l'attuale) al centro del castello, consacrata sul finire del XVIII secolo.
La chiesa fu danneggiata dai bombardamenti della seconda guerra mondiale, che interessarono particolarmente il campanile e la copertura, i lavori di risanamento delle parti lesionate furono ultimati sul finire degli anni quaranta del XX secolo. L'interno è ad aula unica rettangolare con l'altare maggiore e due cappelle laterali.
Chiesa di Sant'Apollinare in Girfalco
Si tratta di una piccola chiesa che sorge a poca distanza della frazione, risalente al XIII secolo. Venne consacrata nuovamente nella seconda metà del XIX secolo, per il rifacimento della facciata. Subì una radicale ristrutturazione negli anni venti del XX secolo.
Chiesa di Sant'Arduino in Monte Avorio
Si tratta di una chiesa di costruzione moderna (anni cinquanta del XX secolo), che sorge su un poggio in località Ca' Pinzo, 10 km a sud-ovest di Pieve di Cagna. La parrocchia fu poi aggregata a quella di Pieve di Cagna.
Chiesa di Santa Barbara in Campitelli
Sorge su un poggio, a 4 km a nord-est da Pieve di Cagna, lungo la strada che conduce a Ca' Mazzasette e nella valle del Foglia. Deriva il suo nome dalla vicinanza con le miniere di zolfo. Risale al XIII secolo, quando dipendeva dalla Pieve di Castelcavallino, ma fu rifatta nel XVIII secolo. Si tratta di una chiesa ad aula unica con facciata a capanna. Verso la metà del XX secolo, La parrocchia è stata aggregata a quella di Pieve di Cagna.
Chiesa di Sant'Egidio in Rancitella
Sorge su un poggio, 6 km a sud-est rispetto a Pieve di Cagna. Risale ad una pieve eretta nel sito sul finire del XIII secolo che la rende una delle più antiche della diocesi di Urbino. La chiesa odierna fu rifatta verso la metà del XIX secolo. Verso la metà del XX secolo, la parrocchia fu aggregata a quella di Pieve di Cagna. Si tratta di una chiesa ad aula unica, che conserva sull'altare maggiore, oltre ad un ciborio circolare, una pala di Alfonso Patanazzi, raffigurante Sant'Egidio abate e Sant'Antonio da Padova (XVII secolo) con crocifisso in cartapesta.
Chiesa di San Lorenzo in Solfinelli
Fu una parrocchia, filiale della Pieve di Castelcavallino, ma poi aggregata alla parrocchia di Pieve di Cagna. Deriva parte del nome dalla ex Miniera Albani, che sorgeva poco distante. Risalente alla metà del XV secolo, fu ricostruita ex novo nel XVIII secolo. Dopo la fine della seconda guerra mondiale, la parrocchia fu aggregata a quella di Pieve di Cagna e la chiesa fu abbandonata, in concomitanza con la chiusura della vicina Miniera Albani. Era una chiesa, con adiacente canonica, ad aula unica, con facciata a capanna in stile neoclassico. È ormai in rovina; arredi e suppellettili sono stati spostati nella vicina ex scuola elementare di Ca' Vagnino, adibita a chiesa. 
Chiesa di San Pietro in Cerquetobono
Fu un'antica pieve all'estremità occidentale del territorio della frazione, una delle chiese più distanti dal capoluogo comunale. Risale al XV secolo, eretta sulle rovine della chiesa di Santa Sofia in Montelocco. Fu abbandonata entro la prima metà del XX secolo e risulta ormai diruta. Arredi e suppellettili sono stati trasferiti a Sassocorvaro.
Chiesa di San Lorenzo in Cerquetobono
Situata sulle pendici di un colle, all'estremità occidentale del territorio della frazione. L'edificio odierno risale al XVIII secolo, ma fu una ricostruzione ex novo di una chiesa che sorgeva nelle vicinanze. Quest'ultima era molto più antica, legata al castello che sorgeva sulla cima del colle, un'importante struttura difensiva nel Ducato di Urbino. Dopo la devoluzione del ducato alla Santa Sede (1631), il castello fu rincovertito in abitazione privata, fino al XVIII secolo, e poi progressivamente abbandonato. Verso la fine del XVII secolo, fu aggregata a questa chiesa anche quella vicina di Santa Felicita, risalente all'anno mille; entrambe dipendenti dalla pieve di Santa Sofia in Montelocco. Nella seconda metà del XVI secolo, fu rettore della chiesa, Gian Maria Viti, figlio del pittore Timoteo. Entro il secondo decennio del XVII secolo fu dotata di fonte battesimale. Le campane furono fuse verso la metà del XIX secolo e risulta ormai in rovina.
Ex Miniera Albani
Si tratta di un'antica miniera che sorge lungo la strada che da Pieve di Cagna porta a Ca' Mazzasette. La miniera era dedita all'estrazione dello zolfo, come altre in questo territorio, ma questa era una delle principali. Alcune attività estrattive erano già presenti nell'area fin dal XVII secolo, ma è nel XIX secolo che la miniera conobbe il suo periodo più fiorente. Le attività estrattive perdurarono fino alla seconda guerra mondiale poi furono definitivamente sospese. Verso gli anni novanta, le strutture della ex miniera sono state recuperate e vi si è insediata un'attività agrituristica.

## Istruzione
- Scuola dell'infanzia comunale "Coccinella"[10], situata nell'edificio delle ex scuole elementari.

## Economia
È principalmente legata al settore agricolo.

## Infrastrutture e trasporti
È una delle frazioni più distanti dal capoluogo comunale, circa 9 Km, a cui è collegata dalla Strada provinciale 67, fino a Gadana, e poi dalla Strada Provinciale 9. Mentre è collegata a Schieti (10,5 Km), e quindi alla vicina valle del Foglia, dalla Strada Provinciale 66.

## Sport

### Calcio
La frazione ha una propria squadra, che, fino al 2012, si chiamava Pieve di Cagna calcio. Poi si fuse con l'Urbino calcio, dando vita all'A.S.D. Urbino Pieve, militando nel girone A marchigiano di Prima Categoria. Nel 2022 si è ricostituita una nuova società calcistica della frazione, con la denominazione di A.S.D. Pieve di Cagna.

### Strutture sportive
Un campo sportivo.